# Lançamento do PlayStation 3
O lançamento do PlayStation 3 ocorreu em 11 de novembro de 2006, primeiramente no Japão, marcando o início do lançamento mundial da consola de sétima geração da Sony.
O PlayStation 3 foi lançado no Japão em 11 de novembro de 2006 às 7h. para revender no eBay, como conseqüência houve mais unidades do hardware vendidas do que jogos, Ridge Racer 7 foi o jogo mais vendido no dia do lançamento. De acordo com Media Create, 81.639 sistemas PS3 foram vendidos em menos de 24 horas da sua introdução ao Japão. A Sony optou por um esquema de preço aberto para o modelo de 60 GB, permitindo que os varejistas estabelecessem o ponto do preço eles mesmos.

## América do Norte
O PlayStation 3 foi lançado na América do Norte em 17 de novembro de 2006. Pré-vendas no eBay alcançaram um preço de US$3000 em 17 de novembro. Relatos de violência envolvendo o lançamento do PS3 incluem um cliente baleado, campistas assaltados a mão armada, clientes baleado por atirados de um carro em movimento portando armas BB, além de 60 campistas disputando por 10 sistemas. Dois funcionários do GameStop inventaram um assalto para encobrir seu prórprio roubo de vários consoles PlayStation 3 e quatro Xbox 360. Foi originalmente anunciado que haveria 400 000 unidades disponíveis, entretanto, menos de uma semana antes do lançamento descobriu-se que a Sony não havia atingido sua cota de envio a tempo, resultando em mais ou menos 40% dos consoles não aparecerem no lançamento. Não se sabe exatamente quantos consoles estavam disponíveis no dia do lançamento.
Desde 16 de janeiro de 2007, quase dois meses desde o lançamento americano, ao menos 1,000,000 consoles foram vendidos no Estados Unidos e mais 1,000,000 havia sido vendido no Japão, mais os em alguns lugares da Ásia.

### Títulos de lançamento norte-americanos
| Título                            | Editora                     |
| --------------------------------- | --------------------------- |
| Blazing Angels: Squadrons of WWII | Ubisoft                     |
| Call of Duty 3                    | Activision                  |
| Madden NFL 07                     | EA Sports                   |
| Marvel: Ultimate Alliance         | Activision                  |
| Mobile Suit Gundam: Crossfire     | Namco Bandai                |
| NBA 2K7                           | 2K Sports                   |
| NHL 2K7                           | 2K Sports                   |
| Resistance: Fall of Man           | Sony Computer Entertainment |
| Ridge Racer 7                     | Namco Bandai                |
| Tiger Woods PGA Tour 07           | EA Sports                   |
| Tony Hawk's Project 8             | Activision                  |

## Singapura
O lançamento oficial em Singapura foi no dia 7 de março de 2007, com um preço de US$799 para a versão 60 GB, sem nenhum jogo. A Sony Singapore abriu pré-vendas para um pacote de PS3 com dois jogos por US$963. A Singapura, mesmo usando o sistema PAL para broadcast, usa NTSC-J para jogos. O modelo de 80 GB foi lançado em Singapura em setembro de 2007

## Indonésia
O lançamento para a Indonésia somente ocorreu dois meses após o lançamento japonês em janeiro de 2007. O console é vendido atualmente no Sony Store oficial em Jakarta, no Sony Center por IDR 6.999.000. Um preço menor pode ser experado em algumas lojas de jogos na Indonésia, como a Gamespot, que oferece um sistema PlayStation 3 junto com dois SIXAXIS e três jogos por IDR 6.250.000. O sistema mais disponível na Indonésia é a versão 60GB. A Indonésia, mesmo usando o sistema PAL para broadcast, usa NTSC-J para jogos.

## Coreia do Sul
O lançamento na Coreia do Sul ocorreu em 16 de julho 2007. A única versão vendida foi a versão 80GB, equipada com IPtv. Esta foi a primeira vez que o console foi lançado na versão 80GB.

## México
Os modelos de 20 GB e 60 GB do PlayStation 3 (NTSC-UC Zona 1) foram lançados no México em 2007. O modelo de 80GB vendido com Formula One Championship Edition está à venda no México por Mex$7,100.10. O preço padrão local dos jogos de PlayStation 3 é Mex$899.30.

## Regiões PAL

### Europa
A Sony anunciou em 6 de setembro de 2006 que o lançamento PAL (europeu e australiano) havia sido atrasado para março de 2007 devido à escassez de diódos usados no drive Blu-ray.

### Austrália
O lançamento do PlayStation 3 australiano em 23 de março de 2007 ocorreu à meia-noite e foi consideravelmente menos impressionante que o esperado por vendedores e pela mídia em geral. A mídia agrupou-se em shopping centres e revendas esperando obter uma extravagancia da mídia e ondas de atividades na compra de consoles Playstation 3. Entretanto, houve pouco destas atividades ocorridas.

### Oriente Médio
A Sony Gulf anunciou que a Jumbo Electronics e as lojas Carrefour nos shoppings do Emirados abririam suas portas a meia-noite de 21 de março de 2007 para vender os primeiros PlayStation 3 nos Emirados Árabes Unidos. O PlayStation 3 foi vendido por 2499DHS, um preço um pouco mais baixo que na Europa.
Como incentivo, os primeiros 100 clientes que comprassem um PlayStation 3 também seriam recompensados com um par de entradas para ver o show Shakira live in concert no Autodromo de Dubai Autodrome.

### Índia/Paquistão
O PlayStation 3 entrou em venda na Índia e Paquistão em 27 de abril de 2007, com preço de R$39,990 na Índia e R$45,000 no Paquistão para a versão 60GB, entretanto, componentes contrabandeados estavam disponíveis desde dezembro de 2006 sendo facilmente vendidos por $1,500. Jogos nos dois países custam em torno de US$60.80.

### Títulos de lançamento PAL
| Título                                   | Editora                 |
| ---------------------------------------- | ----------------------- |
| Blazing Angels: Squadrons of WWII        | Ubisoft                 |
| Call of Duty 3                           | Activision              |
| Def Jam: Icon                            | Electronic Arts         |
| Enchanted Arms                           | Ubisoft                 |
| Fight Night Round 3                      | Electronic Arts         |
| Formula One Championship Edition         | SCEE                    |
| Full Auto 2: Battlelines                 | Sega                    |
| Genji: Days of the Blade                 | SCEE                    |
| The Godfather: The Don's Edition         | Electronic Arts         |
| Marvel: Ultimate Alliance                | Activision              |
| Mobile Suit Gundam: Crossfire            | Atari                   |
| MotorStorm                               | SCEE                    |
| NBA 2K7                                  | Take Two                |
| NHL 2K7                                  | Take Two                |
| NBA Street: Homecourt                    | Electronic Arts         |
| Resistance: Fall of Man                  | SCEE                    |
| Ridge Racer 7                            | SCEE                    |
| Sonic the Hedgehog                       | Sega                    |
| Tiger Woods PGA Tour 07                  | Electronic Arts         |
| Tony Hawk’s Project 8                    | Activision              |
| Untold Legends: Dark Kingdom             | Electronic Arts         |
| Virtua Fighter 5                         | Sega                    |
| Virtua Tennis 3                          | Sega                    |
| World Snooker Championship 2007          | Sega                    |
| F.E.A.R.                                 | Vivendi Universal Games |
| Tom Clancy's Rainbow Six Vegas           | Ubisoft                 |
| Tom Clancy's Splinter Cell: Double Agent | Ubisoft                 |
| The Elder Scrolls IV: Oblivion           | 2K Games                |

## Datas de lançamento e preço
| Região                 | Preço         | Preço         | Preço         | Preço           | Preço           | Preço           | Preço         | Preço         | Preço         | Sistema de Cor | Data de Lançamento     |
| Região                 | Basic - 20 GB | Basic - 20 GB | Basic - 20 GB | Premium - 60 GB | Premium - 60 GB | Premium - 60 GB | IPtv - 120 GB | IPtv - 120 GB | IPtv - 120 GB | Sistema de Cor | Data de Lançamento     |
| ---------------------- | ------------- | ------------- | ------------- | --------------- | --------------- | --------------- | ------------- | ------------- | ------------- | -------------- | ---------------------- |
| Japão                  | JPN           | 49,980        | US$526        | JPN             | 59,980          | US$632          | ‡             | ‡             | ‡             | NTSC-J         | 11 de Novembro de 2006 |
| Hong Kong              | HKD           | 3,180         | US$410        | HKD             | 3,780           | US$487          | ‡             | ‡             | ‡             | NTSC-J         | 17 de Novembro de 2006 |
| Taiwan                 | NTD           | 14,980        | US$459        | NTD             | 3,780           | US$548          | ‡             | ‡             | ‡             | NTSC-J         | 17 de Novembro de 2006 |
| Estados Unidos         | USD           | 399           | US$399        | USD             | 599             | US$599          | ‡             | ‡             | ‡             | NTSC-US        | 17 de Novembro de 2006 |
| Canadá                 | CAD           | 549           | US$490        | CAD             | 549             | US$490          | ‡             | ‡             | ‡             | NTSC-US        | 17 de Novembro de 2006 |
| Brasil                 | ‡             | ‡             | ‡             | R$              |                 | US$             | R$            | 1999          | US$1250       | NTSC-US        | 2007/2010              |
| México                 | MXN           | 8000          | US$607        | MXN             | 10000           | US$758          | ‡             | ‡             | ‡             | NTSC-US        | 2007/2010              |
| Indonésia              | ‡             | ‡             | ‡             | IDR             | 6,999,000       | US$682          | ‡             | ‡             | ‡             | NTSC-J         | Q4 2006                |
| Singapura              | SGD           | 599           | US$413        | SGD             | 799             | US$551          | ‡             | ‡             | ‡             | NTSC-J         | 7 de Março de 2007     |
| Emirados Árabes Unidos | †             | †             | †             | AED             | 2000            | US$650          | †             | †             | †             | PAL            | 22 de Março de 2007    |
| Arábia Saudita         | †             | †             | †             | SAR             | 2499            | US$680          | †             | †             | †             | PAL            | 22 de Março de 2007    |
| Reino Unido            | †             | †             | †             | GBP             | 425             | US$675          | †             | †             | †             | PAL            | 23 de Março de 2007    |
| Europa                 | †             | †             | †             | EUR             | 599             | US$838.60       | †             | †             | †             | PAL            | 23 de Março de 2007    |
| Austrália              | †             | †             | †             | AUD             | 999.95          | US$780          | †             | †             | †             | PAL            | 23 de Março de 2007    |
| Dinamarca              | †             | †             | †             | DKK             | 5495            | US$1,019        | †             | †             | †             | PAL            | 23 de Março de 2007    |
| Estônia                | †             | †             | †             | EEK             | 10999           | US$970          | †             | †             | †             | PAL            | 23 de Março de 2007    |
| Finlândia              | †             | †             | †             | EUR             | 650             | US$910          | †             | †             | †             | PAL            | 23 de Março de 2007    |
| Grécia                 | †             | †             | †             | EUR             | 659             | US$922.60       | †             | †             | †             | PAL            | 23 de Março de 2007    |
| Islândia               | †             | †             | †             | ISK             | 69.999          | US$554          | †             | †             | †             | PAL            | 23 de Março de 2007    |
| Irlanda                | †             | †             | †             | EUR             | 629.99          | US$882          | †             | †             | †             | PAL            | 23 de Março de 2007    |
| Letônia                | †             | †             | †             | LVL             | 495             | US$958          | †             | †             | †             | PAL            | 23 de Março de 2007    |
| Nova Zelândia          | †             | †             | †             | NZD             | 1199.95         | US$954          | †             | †             | †             | PAL            | 23 de Março de 2007    |
| Noruega                | †             | †             | †             | NOK             | 5995            | US$937          | †             | †             | †             | PAL            | 23 de Março de 2007    |
| Sérvia                 | †             | †             | †             | RSD             | 56599           | US$962          | †             | †             | †             | PAL            | 23 de Março de 2007    |
| África do Sul          | †             | †             | †             | ZAR             | 6299.95         | US$916          | †             | †             | †             | PAL            | 23 de Março de 2007    |
| Suécia                 | †             | †             | †             | SEK             | 5995            | US$902          | †             | †             | †             | PAL            | 23 de Março de 2007    |
| Suíça                  | †             | †             | †             | CHF             | 899             | US$824          | †             | †             | †             | PAL            | 23 de Março de 2007    |
| Turquia                | †             | †             | †             | TRY             | 1499            | US$1,183        | †             | †             | †             | PAL            | 23 de Março de 2007    |
| India                  | †             | †             | †             | INR             | 39,990          | US$992          | †             | †             | †             | PAL            | 27 de Abril de 2007    |
| Pasquistão             | †             | †             | †             | PKR             | 45,000          | US$695          | †             | †             | †             | PAL            | 27 de Abril de 2007    |
| Coreia do Sul          | ‡             | ‡             | ‡             | ‡               | ‡               | ‡               | KRW           | 518,000       | US$566        | NTSC-J         | 16 de Junho de 2007    |

* Preços e datas de lançamento sujeitas à mundança
‡ Preço será determinado em breve
† O presidente da Sony Computer Entertainment Europe David Reeves declarou que não ha planos do lançamento de um console de 80GB nos territórios PAL e que a versão 20GB é "muito improvável".